# Veteranfordon
Veteranfordon är ett samlingsbegrepp för äldre motorfordon som bevaras för historiskt intresse, samlarvärde eller användning i utställningar och tävlingar. I Sverige definieras veteranfordon enligt Trafikverket som fordon som är 30 år eller äldre.
Internationellt används olika ålderskategorier. Fédération Internationale des Vehicules Anciens (FIVA) delar in fordonen i följande klasser:
- Antique: tillverkade före 1905
- Veteran: 1905–1918
- Vintage: 1919–1930
- Classic: 1931–1945
- Post 45: 1946–1960

Veteranfordon deltar ofta i utställningar och tävlingar. I Sverige arrangeras till exempel Wheels & Wings på Falkenbergs Motorbana. Ett av världens mest välkända evenemang är London to Brighton Veteran Car Run, som enbart är öppen för fordon tillverkade före 1905.
I Sverige gäller vissa lättnader för veteranfordon. Dessa fordon är befriade från fordonsskatt från och med 1 januari det år som infaller 30 år efter fordonets modellår. Besiktning behöver endast göras vartannat år, oberoende av månad, och vissa undantag från gällande trafikregler tillämpas, exempelvis krav på vinterdäck.
Försäkringsmässigt finns särskilda veteranfordonsförsäkringar som kan erbjuda lägre premie och förbättrat skydd, ofta med begränsningar i körsträcka och användning.

## Klubbar
Veteranfordonsentusiaster samlas ofta i särskilda klubbar. I Sverige är många av dessa anslutna till Motorhistoriska riksförbundet, som verkar för bevarandet av det rullande kulturarvet.